# Йохан Каспар фон Шьонбург-Фордерглаухау
Йохан Каспар фон Шьонбург-Фордерглаухау (на немски: Johann Kaspar von Schönburg-Forderglauchau; Johann Kaspar von Schönburg-Penig; * 27 декември 1594; † 23 януари 1644) е фрайхер на Шьонбург-Фордерглаухау в Глаухау, Саксония.

## Произход и наследство
Той е по-малкък син (13-о от 16-те деца) на фрайхер Волф III фон Шьонбург-Глаухау (1556 – 1612) и първата му съпруга Елизабет Чернембл (1563 – 1601), дъщеря на фрайхер Йохан фон Чернембл (1536 – 159) и Барбара фон Щархемберг (1542 – 1584). Баща му се жени втори път на 16 ноември 1601 г. в Пениг за графиня Анна Барбара Ройс-Плауен-Унтерграйц (1585 – 1629).
Брат е на Волф Ернст фон Шьонбург-Пениг, господар на Пениг и Роксбург (1582 – 1622), Йохан Георг фон Шьонбург-Роксбург (1584 – 1636/37), Йохан Хайнрих фон Шьонбург-Ремзе (1589 – 1651), Ото Вилхелм фон Шьонбург-Пениг (1590 – 1617), Август Зайфрид фон Шьонбург-Пениг (1596 – 1631, в битка), Кристиан фон Шьонбург-Цшилен (1598 – 1664), Анна Барбара (1583 – 1625), омъжена на 23 ноември 1600 г. за фрайхер Фридрих Каспар Колона фон Фьолс (1575 – 1614), и на неомъжените Елизабет (1590 – 1631), Сузана (1591 – 1656), Регина (1592 – 1633) и София (1597 – 1654). Полубрат е на Волф Хайнрих I фон Шьонбург-Пениг (1605 – 1657).
Братята получават различни територии. Йохан Каспар получава Фордерглаухау.

## Фамилия
Първи брак: на 9 юли 1622 г. с Елизабет фон Шьонбург-Лихтенщайн (* 12 май 1600; † 30 януари 1634), дъщеря на фрайхер Файт III фон Шьонбург-Лихтенщайн (1563 – 1622) и Катарина фон Еверщайн-Масов (1579 – 1617). Те имат децата:
- Волф Фридрих (* 29 декември 1623; † 18 януари 1656), женен на 26 юли 1655 г. за Сузана фон Шерфенберг (* 18 октомври 1631; † 9 ноември 1667); няма деца
- Файт Хайнрих (* 19 април 1625; † 29 юни 1625)
- Катарина Елизабет (* 30 юли 1626; † 16 декември 1636)
- Хуго Вилхелм (* 9 октомври 1627; † 25 ноември 1638)
- Йохан Каспар (* 11 май 1630; † 9 декември 1638)
- Максимилиана Елизабет (* 17 април 1633; † 6 август 1648), омъжена на 10 април 1648 г. в Зорау за граф Арвид Витенберг фон Деберн (* 1606; † 7 септември 1657, Полша)

Втори брак: на 2 октомври 1636 г. в Глаухау за София Мария Ройс-Бургк (* 18 юни 1614, Хоф; † 21 май 1690, Айзенберг), дъщеря на Хайнрих II Ройс-Хоф-Бургк (1575 – 1639) и Магдалена фон Путбус (1590 – 1665). Те имат децата:
- Хайнрих Каспар (*/† 22 септември 1637)
- Ердмута Магдалена (*/† 1638)
- Магдалена София (* 30 април 1639; † 1 август 1640)
- Ева Кристиана (* 5 октомври 1640; † 5 февруари 1668)
- Ердмута Мария (* 2 септември 1641; † 1643)
- Елизабет Магдалена София фон Шьонбург-Фордерглаухау (* 18 август 1642; † 12 май 1716), омъжена на 14 февруари 1675 г. в Глаухау за граф Самуел Хайнрих фон Шьонбург-Валденбург-Векселбург (* 26 септември 1642, Пениг; † 20 юни 1706, Карлсбад), син на полубрат му фрайхер фрайхер Волф Хайнрих I фон Шьонбург-Пениг (1605 – 1657) и Юдит Ева Ройс-Бургк (1614 – 1666)
- Юлиана Катарина (* 15 октомври 1643; † 16 юли 1722), омъжена на 24 юни 1699 г. за граф Волф Хайнрих II фон Шьонбург-Пениг (* 14 юни 1648; † 18 юни 1704), син на полубрат му фрайхер Волф Хайнрих I фон Шьонбург-Пениг (1605 – 1657) и Юдит Ева Ройс-Бургк (1614 – 1666)